# Psiloderces suthepensis
Psiloderces suthepensis is een spinnensoort uit de familie Psilodercidae. De soort komt voor in Thailand.